# Unterbodnitz
Unterbodnitz – miejscowość i gmina w Niemczech, w kraju związkowym Turyngia, w powiecie Saale-Holzland, wchodzi w skład wspólnoty administracyjnej Südliches Saaletal. Do 31 grudnia 2023 gmina należała do wspólnoty administracyjnej Hügelland/Täler.